# Greg Gurenlian
Greg "The Beast" Gurenlian (né le 22 mars 1984 à Springfield (Pennsylvanie)) est un joueur professionnel de crosse évoluant en tant que spécialiste du face-off pour les Lizards de New York. Son surnom "The Beast" vient de la domination dont il fait preuve à son poste. Ses statistiques surpassent de loin tous les autres spécialistes de l'engagement à tel point qu'ESPN lui à consacrer un numéro spécial de son émission Sport Science.

## Début dans l'universe de la crosse
Gurenlian début la crosse durant sa première année au lycée. Il performe tout de suite dans les engagements en raison, explique-t-il, de son passé de lutteur et de la rapidité naturelle de ses mains.
Ses capacités lui permettent d'obtenir une bourse sportive de l'Université d'État de Pennsylvanie.